# 托里-迪蒙科尔武 (葡萄牙堂区)
托里-迪蒙科尔武是葡萄牙布拉干萨区的一个堂区。总面积35.88平方公里，总人口3033人，人口密度84.5人/平方公里。